# Remote Manipulator System

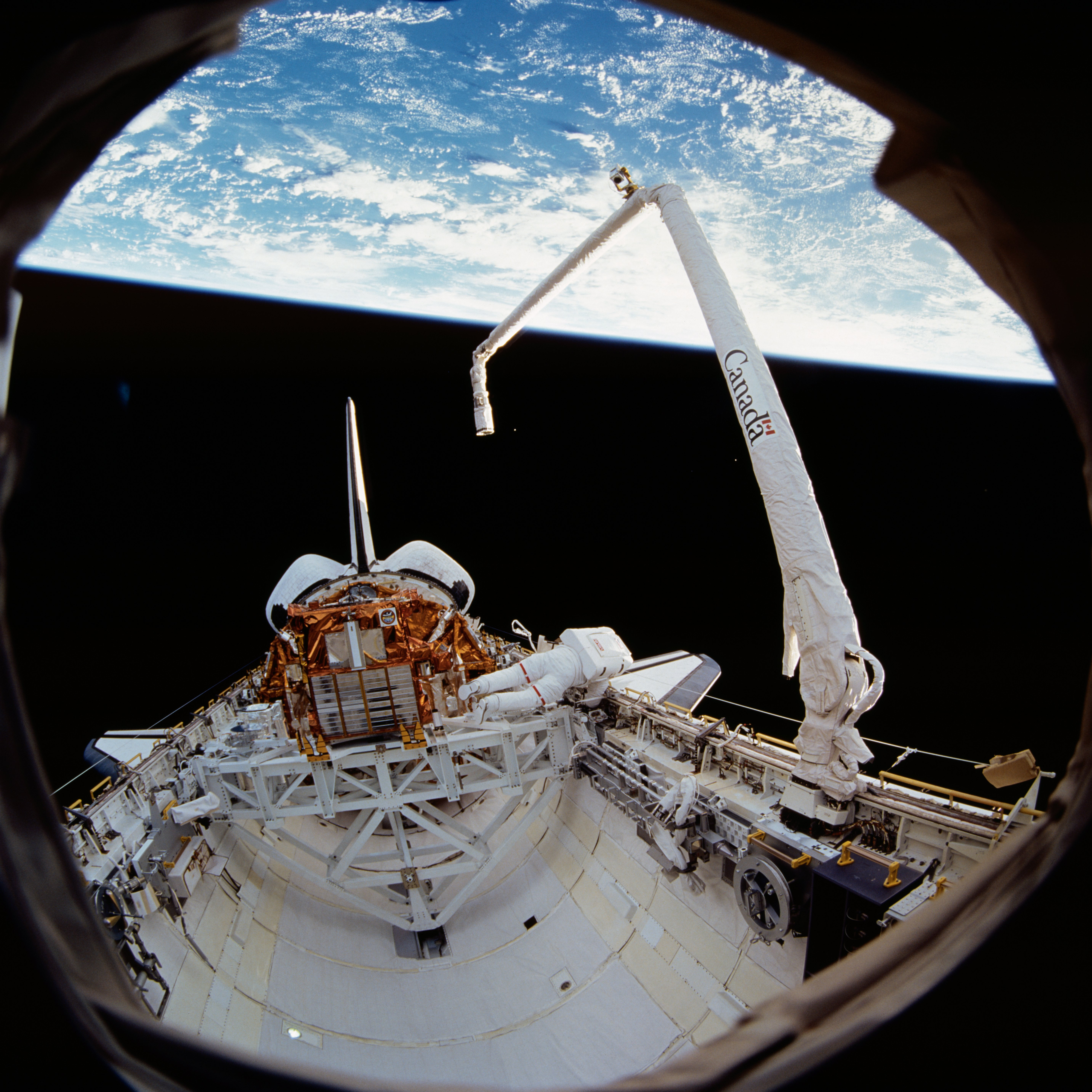

Remote Manipulator System (zkráceně RMS), též Canadarm, je patnáct metrů dlouhé manipulační rameno raketoplánu. Nachází se v nákladovém prostoru družicového stupně (orbiteru) a je dálkově ovládané. Umožňuje vykonávat rozličné činnosti - například vypouštění a znovuzachytávání nákladu raketoplánu. Toto rameno měly všechny operační americké raketoplány, ale zkušební prototyp Enterprise ho neobsahoval. Poprvé jej raketoplán obsahoval při letu STS-2, který odstartoval 12. listopadu 1981.